# Caterham Racing
Caterham Racing (conocida en su primer año como Caterham Team AirAsia) fue una escudería de automovilismo que compitió en la GP2 Series hasta 2014. Ha sido creada por Tony Fernandes, quien también ha sido el resucitador del nombre de Lotus en la Fórmula 1 en 2011 con la creación de la escudería Team Lotus. Team Air Asia fue aceptada el 21 de septiembre del 2010 en la GP2 como también la escudería debutante Carlin Motorsport, las dos nuevas escuderías substituyen a las escuderías Durango y DPR.
Para la Temporada 2012 de GP2 Series, el nombre de la escudería cambia a Caterham Racing siguiendo los pasos de su formación principal en la Fórmula 1 Caterham F1 Team.
En su primera temporada en la competición terminaron sextos con 49 puntos, logrando 1 victoria como mejor resultado.
El 17 de octubre de 2014, se informa que la scudera Status Grand Prix de GP3 ha comprado el equipo y competirá bajo este nombre en la temporada 2015 de GP2, por lo tanto el equipo dejó de existir

## AirAsia
AirAsia es una aerolínea de Malasia de vuelos regulares. Su base mayor es el aeropuerto de Kuala Lumpur. Además ofrece muchos vuelos de Kuching, Kota Kinabalu y Senai. Subsidiarias de AirAsia son Thai AirAsia, AirAsia X y Indonesia AirAsia. Es la principal compañía inversora de la escudería, la cual también patrocina a Williams y a Team Lotus.

## Resultados

### GP2 Series
(Clave) (negrita indica pole position) (cursiva indica vuelta rápida puntuable)

| Año  | Chasis                                 | Neu. | N.º | Pilotos             | 1   | 1   | 2   | 2   | 3   | 3   | 4   | 4   | 5   | 5   | 6   | 6   | 7   | 7   | 8   | 8   | 9   | 9   | 10  | 10  | 11  | 11  | 12  | 12  | Puntos | Pos. | Ref.  |
| ---- | -------------------------------------- | ---- | --- | ------------------- | --- | --- | --- | --- | --- | --- | --- | --- | --- | --- | --- | --- | --- | --- | --- | --- | --- | --- | --- | --- | --- | --- | --- | --- | ------ | ---- | ----- |
| 2011 | Dallara GP2/11 Mecachrome V8108 GP2 V8 | P    |     |                     | EST | EST | BAR | BAR | MON | MON | VAL | VAL | SIL | SIL | NÜR | NÜR | BUD | BUD | SPA | SPA | MNZ | MNZ |     |     |     |     |     |     | 49     | 6.º  | [ 3 ] |
| 2011 | Dallara GP2/11 Mecachrome V8108 GP2 V8 | P    | 26  | Luiz Razia          | 6   | 18  | Ret | Ret | Ret | 20  | 6   | 2   | 17  | 14  | Ret | 14  | 3   | 7   | Ret | Ret | 10  | 9   |     |     |     |     |     |     | 49     | 6.º  | [ 3 ] |
| 2011 | Dallara GP2/11 Mecachrome V8108 GP2 V8 | P    | 27  | Davide Valsecchi    | 16  | 16  | 4   | 4   | 1   | 5   | 3   | 4   | 14  | 17  | 13  | Ret | 16  | 14  | 10  | 10  | 20  | Ret |     |     |     |     |     |     | 49     | 6.º  | [ 3 ] |
| 2012 | Dallara GP2/11 Mecachrome V8108 GP2 V8 | P    |     |                     | KUA | KUA | SAK | SAK | SAK | SAK | BAR | BAR | MON | MON | VAL | VAL | SIL | SIL | HOC | HOC | BUD | BUD | SPA | SPA | MNZ | MNZ | SIN | SIN | 166    | 7.º  | [ 4 ] |
| 2012 | Dallara GP2/11 Mecachrome V8108 GP2 V8 | P    | 11  | Rodolfo González    | Ret | 18  | 15  | 21  | 18  | 15  | 15  | 14  | 13  | 5   | 15  | 15  | 23  | Ret | 23  | 20  | 23  | 16  | Ret | 14  | 22  | 20  | Ret | 18  | 166    | 7.º  | [ 4 ] |
| 2012 | Dallara GP2/11 Mecachrome V8108 GP2 V8 | P    | 12  | Giedo van der Garde | 9   | 4   | Ret | 9   | 3   | 19  | 1   | 6   | 3   | 3   | 11  | 6   | 8   | 21† | 5   | 2   | 5   | 10  | 5   | 21  | Ret | 10  | 8   | 1   | 166    | 7.º  | [ 4 ] |
| 2013 | Dallara GP2/11 Mecachrome V8108 GP2 V8 | P    |     |                     | KUA | KUA | SAK | SAK | BAR | BAR | MON | MON | SIL | SIL | NÜR | NÜR | BUD | BUD | SPA | SPA | MNZ | MNZ | SIN | SIN | YMC | YMC |     |     | 95     | 9.º  | [ 5 ] |
| 2013 | Dallara GP2/11 Mecachrome V8108 GP2 V8 | P    | 14  | Sergio Canamasas    | 19  | 15  | 20  | 11  | Ret | 14  | 15  | 11  | 23  | 20  | 12  | 17  | Ret | Ret | Ret | 12  | 9   | 11  | 19  | Ret | 12  | 8   |     |     | 95     | 9.º  | [ 5 ] |
| 2013 | Dallara GP2/11 Mecachrome V8108 GP2 V8 | P    | 15  | Ma Qing Hua         | 21  | DNS |     |     |     |     |     |     |     |     |     |     |     |     |     |     |     |     |     |     |     |     |     |     | 95     | 9.º  | [ 5 ] |
| 2013 | Dallara GP2/11 Mecachrome V8108 GP2 V8 | P    | 15  | Alexander Rossi     |     |     | 3   | 20  | 6   | 6   | Ret | 19  | 10  | 9   | 11  | 6   | 13  | 16  | 3   | 22  | 8   | 2   | Ret | 23  | 1   | Ret |     |     | 95     | 9.º  | [ 5 ] |
| 2014 | Dallara GP2/11 Mecachrome V8108 GP2 V8 | P    |     |                     | SAK | SAK | BAR | BAR | MON | MON | SPI | SPI | SIL | SIL | HOC | HOC | BUD | BUD | SPA | SPA | MNZ | MNZ | SOC | SOC | YMC | YMC |     |     | 42     | 11.º | [ 6 ] |
| 2014 | Dallara GP2/11 Mecachrome V8108 GP2 V8 | P    | 18  | Rio Haryanto        | 16  | 16  | 5   | Ret | 7   | 3   | 11  | 17  | 21  | Ret | 22† | 10  | Ret | 17  | Ret | 16  | 16  | 16  | 18  | 15  | 9   | 12  |     |     | 42     | 11.º | [ 6 ] |
| 2014 | Dallara GP2/11 Mecachrome V8108 GP2 V8 | P    | 19  | Alexander Rossi     | 22  | 25  | Ret | 14  | 16  | 11  | 8   | 5   | 12  | 21  |     |     |     |     |     |     |     |     |     |     |     |     |     |     | 42     | 11.º | [ 6 ] |
| 2014 | Dallara GP2/11 Mecachrome V8108 GP2 V8 | P    | 19  | Tom Dillmann        |     |     |     |     |     |     |     |     |     |     | 12  | 9   | 9   | 19† | 12  | 9   |     |     |     |     |     |     |     |     | 42     | 11.º | [ 6 ] |
| 2014 | Dallara GP2/11 Mecachrome V8108 GP2 V8 | P    | 19  | Pierre Gasly        |     |     |     |     |     |     |     |     |     |     |     |     |     |     |     |     | 17  | Ret | 11  | 11  | 21  | 18  |     |     | 42     | 11.º | [ 6 ] |

### GP2 Asia Series
(Clave) (negrita indica pole position) (cursiva indica vuelta rápida puntuable)
| Año  | Chasis                                 | Neu. | N.º | Pilotos          | 1   | 1   | 2   | 2   | Puntos | Pos. | Ref.  |
| ---- | -------------------------------------- | ---- | --- | ---------------- | --- | --- | --- | --- | ------ | ---- | ----- |
| 2011 | Dallara GP2/11 Mecachrome V8108 GP2 V8 | P    |     |                  | YMC | YMC | IMO | IMO | 9      | 7.º  | [ 7 ] |
| 2011 | Dallara GP2/11 Mecachrome V8108 GP2 V8 | P    | 26  | Luiz Razia       | Ret | 16  | Ret | 14  | 9      | 7.º  | [ 7 ] |
| 2011 | Dallara GP2/11 Mecachrome V8108 GP2 V8 | P    | 27  | Davide Valsecchi | 3   | 4   | DSQ | 17  | 9      | 7.º  | [ 7 ] |